# Gilson de Souza
Gilson Simões de Souza (Duque de Caxias, 25 maart 1967) is een voormalig profvoetballer uit Ecuador, die werd geboren in Brazilië. Hij speelde als middenvelder, en kwam onder meer uit voor CR Vasco da Gama, Atlético Paranaense en Barcelona Sporting Club.

## Interlandcarrière
Gilson Simões de Souza speelde in totaal zestien interlands voor Ecuador, en scoorde één keer voor zijn tweede vaderland. Onder leiding van de Colombiaanse bondscoach Francisco Maturana maakte hij zijn debuut op 6 maart 1996 in de vriendschappelijke wedstrijd in Gifu tegen Japan (0-1).

## Erelijst
Vasco da Gama
- Campeonato Brasileiro

1989
 Barcelona Sporting Club
- Campeonato Ecuatoriano

1995